# Parisa Fakhri
Parisa Fakhri (Dallas, 1975) es una actriz y dobladora iraní-estadounidense que vive en Texas y trabaja para Funimation. Es conocida por su voz en anime como por ejemplo Bra/Bulla en las sagas de Dragon Ball y Arisa Uotani en Fruits Basket.

## Filmografía

### Papeles en televisión
- Make It or Break It - Doctora Eileen Curtis (Episodio: "Growing Pains")
- Castle - Colette (Episodio: "Till Death Do Us Part")
- House M. D. - Susan (Episodio: "Saviors")
- Eli Stone - Sana (Episodio: "Should I Stay or Should I Go?")
- Agents of S.H.I.E.L.D. - varios
- SEAL Team - Naima Perry (Episodios Varios)
- What We Do in the Shadows - Marwa

### Papeles en anime
- Caso Cerrado - Rene Kinsella (Ep. 11-12), Sarah (Ep. 27)
- Dragon Ball GT - Bra, Bulma Leigh (Ep. 64)
- Fruits Basket (2001) - Arisa Uotani
- Fullmetal Alchemist - Elisa (Ep. 11-12)
- Kiddy Grade - Rita Verruccio (Ep.9)

### Personajes de videojuegos
Dying Light - Troy y otros personajes